# Колпакова Галина Сергіївна
Гали́на Сергі́ївна Колпако́ва (рос. Галина Сергеевна Колпакова; 18 лютого 1955 — 25 жовтня 2006, Москва) — радянська і російська мистецтвознавиця, кандидат мистецтвознавства, професор кафедри загальної історії мистецтв Російської академії живопису, будівництва та архітектури, провідний російський фахівець у галузі візантійського та давньоруського мистецтва.
Авторка праць про ранні ікони, ансамблі Київської Софії, новгородські розписи XIII—XIV століть, мозаїки монастиря Святої Катерини на Синаї тощо.

## Праці
- Колпакова Г. С. Искусство Древней Руси: Домонгольский период. — М.: Азбука, 2007. — 600 с. — (Новая история искусства). — ISBN 978-5-352-02088-3.
- Колпакова Г. С. Искусство Византии. Ранний и средний периоды. — М.: Азбука, 2005. — 528 с. — (Новая история искусства). — ISBN 5-352-00485-6.
- Колпакова Г. С. Искусство Византии. Поздний период. — М.: Азбука, 2004. — 320 с. — (Новая история искусства). — ISBN 5-352-00967-X.
- Колпакова Г. С. Роспись Гелати и живопись Древней Руси // Россия и Грузия. Национальное своеобразие и конфессиональное единство. Международная конференция. — М., 1998.
- Колпакова Г. С. Роспись Софии Киевской в свете мировой культурной традиции. — М., 2000.